# Pi Studios
Pi Studios était une entreprise américaine de jeu vidéo basée à Houston au Texas. Elle fut fondée en 2002 par Robert Erwin, John Faulkenbury, Rob Heironimus, Dan Kramer et Peter Mack et fermé en 2011.
Pi Studios travaillait sur Bonk: Brink of Extinction pour le Xbox Live Arcade, la PlayStation 3 et la Wii mais le jeu a été annulé par Hudson. Le studio est en difficulté en avril 2011. Certains développeurs ont fondé Category 6 Studios et travaillent déjà sur un nouveau jeu sur Xbox 360, PS3 et PC, appelé Blackout.

## Jeux développés
- Bonk : Brink of Extinction (Annulé)
- Bomberman Live: Battlefest (2010)
- Quake Arena Arcade (Xbox Live Arcade) (2010)
- The Beatles: Rock Band (Wii) (2009)
- Wolfenstein (2009) (aide au développement)
- Rock Band Classic Rock (PlayStation 2)(PlayStation 3)(Xbox 360)(Wii) (2009)
- Call of Duty : World at War (2008)
- Rock Band 2 (PlayStation 2) (2008)
- Rock Band 2 (Wii) (2008)
- Mercenaries 2 : L'Enfer des favelas (PS2) (2008)
- Rock Band Track Pack Vol. 1 (PlayStation 2)(Wii) (2008)
- Rock Band Track Pack Vol. 2 (PlayStation 2)(PlayStation 3)(Xbox 360)(Wii) (2008)
- Rock Band AC/DC (PlayStation 2)(PlayStation 3)(Xbox 360)(Wii) (2008)
- Rock Band (Wii) (2008)
- Rock Band (PlayStation 2) (2007)
- Halo 2 (Windows PC) (2007) (portage)
- Call of Duty 3 (2006) (aide au développement)
- Call of Duty 2: Big Red One (2005) (aide au développement)
- Call of Duty : United Offensive (2004) (aide au développement)